# Милятин (Рівненський район)
Миля́тин (до 1940-х років — Милятин-Бурини) — село в Україні, в Рівненському районі Рівненської області. Населення становить 684 осіб.

## Географія
Селом протікає річка Безіменна.

## Історія
Власником села був князь Заславський Кузьма Іванович (†1556).
Згадується 1583 року як власність Івана Чаплича-Шпанівського, волинського зем'янина. Також власниками і дідичами були представники родів Фірлеїв, Бертрамів, Радлінських, Боських, Дашинських, від яких її успадкували Кшижановські (чи Крижанівські).
Наприкінці 19 століття в селі 216 домів і 1816 жителів, 2 дерев'яні церкви, у селі було аж 8 корчм. В різних часах  велика земельна власність належала до багатьох поміщиків. Село було дуже розлегле і тягнулося понад 5 кілометрів.
У 1906 році село Сіянецької волості Острозького повіту Волинської губернії. Відстань від повітового міста 16 верст, від волості 4. Дворів 287, мешканців 2050.
За переписом 1911 року до великої земельної власності належало 989 десятин. Ще у 19 століття посередині села був замок (в місці, де пізніше був фільварок), від якого залишилися лише вали та рови. На полях біля села розташовувався курган. Траплялися часті знахідки кремінних знарядь з часів неоліту.
Вранці 25 листопада 1921 року до Милятина, що був тоді у складі Польщі, повернулася з Листопадового рейду Подільська група (командувач Сергій Чорний) Армії Української Народної Республіки.
29 лютого 1944 поблизу села сталася сутичка між радянськими військами і УПА. Під час обстрілу упівцями було смертельно поранено генерала Ватутіна. За свідченням Федора Воробця засідка на Ватутіна відбулася в районі дій сотні «Деркача», брали участь боївки СБ сіл Михалківці і Сіянці Острозького району, всього 17-27 бійців.

## Населення

### Мова
Розподіл населення за рідною мовою за даними перепису 2001 року:
| Мова       | Кількість | Відсоток |
| ---------- | --------- | -------- |
| українська | 680       | 99.42%   |
| російська  | 4         | 0.58%    |
| Усього     | 684       | 100%     |

## Відомі люди
- Народився відомий український письменник Олекса Стефанович (5 жовтня 1899 р.).
- У 1950-1960-х тут проживав і служив у місцевій церкві священик і культурний діяч Христофор Блонський.

## Долі, обпалені війною 1939—1945
Тарар Михайло Семенович   (24.10.1918р. - 18.03.2004р.)
- Файл:Тарар Михайло Семенович.jpg

- Народився 24 жовтня 1918 року в с. Милятин, Острозького району, Рівненської області.
- Був мобілізований на фронт у січні 1944 року.
- Воював у складі військ Першого і Українського фронту.
- Брав участь у битві за Берлін.

- Нагороджений медалями: «За відвагу», «За взяття Берліна».

```
  Інформація надана сином Тараном Германом Михайловичем.
```